# Nezumia leucoura
Nezumia leucoura es una especie de pez de la familia Macrouridae en el orden de los Gadiformes.

## Morfología
Los machos pueden llegar alcanzar los 23 cm de longitud total.

## Hábitat
Es un pez de aguas profundas que vive entre 688-854 m de profundidad.

## Distribución geográfica
Se encuentra en Australia Occidental.